# Forrest Buchtel
Forrest Buchtel es un trompetista, director de orquesta, musicólogo y físico norteamericano, nacido en San Francisco, California, e hijo del también musicólogo y saxofonista, Forrest J. Buchtel.
Tras estudiar tecnología y física en Berkeley, a la vez que estudiaba trompeta y trombón, tocó con músicos como Mike Bloomfield, y se incorporó a la big band de Woody Herman, en 1968, grabando con él varios discos, hasta 1971, coincidiendo en la sección de metales con Tony Klatka. En 1972 estuvo en la "Glenn Miller Orchestra", con la que grabó igualmente. Después, actuó y grabó con las bandas de rock Malo y Dr. Hook & The Medicine Show. 
En 1976 se incorpora a la banda de jazz-rock, Blood, Sweat & Tears, en donde vuelve a coincidir con Klatka, en una sección de metales que contaba además con Bill Tillman y Dave Bargeron. Con ellos, graba dos discos (More than ever y Brand New Day), aunque deja la banda en 1978, para trabajar con artistas como la "Count Basie Orchestra", Teo Macero o Gunther Schuller. Colabora después con Jaco Pastorius, con quien graba cinco álbumes.
Después, Buchtel vuelve a Berkeley y trabaja como ingeniero, desarrollando tecnología relacionada con el sonido, aplicado a campos como la medicina, pero sobre todo a la música y a las técnicas de grabación, a la vez que desarrolla una labor de divulgación de técnicas musicales.